# David Eggen
Pour les articles homonymes, voir Eggen.
David Eggen est un homme politique canadien, ministre de l'Éducation en Alberta de 2015 à 2019. 
Il représente la circonscription d'Edmonton–Calder en tant que membre du Nouveau Parti démocratique de l'Alberta.

## Carrière politique
Eggen était élu à l'Assemblée législative de l'Alberta pour la première fois dans l'élection de 2004 en défaisant le progressiste-conservateur Brent Rathgeber, et pour la deuxième fois en 2012. Dans le gouvernement de Rachel Notley, formé après les élections de 2015, il est devenu ministre de l'Éducation et, simultanément, ministre du Tourisme et la Culture. En 2016, ce dernier poste a été donné à Ricardo Miranda et Eggen a gardé l'Éducation.
Son mandat en tant que ministre de l'Éducation a vu des controverses, avec des nouvelles règles sur l'identité sexuelle dans l'école, impopulaires auprès des parents socialement conservateurs. D'autres voix, comme l'Association des enseignants de l'Alberta, ont applaudi ces changements.

## Résultats électoraux
| Parti | Parti                     | Candidat       | Voix   | %        | ± %      |
| ----- | ------------------------- | -------------- | ------ | -------- | -------- |
|       | Néo-démocrate             | David Eggen    | 12 835 | 70,62 %  | +32,21 % |
|       | Progressiste-Conservateur | Tom Bradley    | 3 220  | 17,72 %  | -17,03 % |
|       | Wildrose                  | Andrew Altimas | 1 570  | 8,64 %   | -10,05 % |
|       | Libéral                   | Amit Batra     | 550    | 3,03 %   | -3,47 %  |
| Total | Total                     | Total          | 18 175 | 100,00 % |          |